# Doris montereyensis
Espèce
Synonymes
- Archidoris montereyensis J.G.Cooper, 1863[2]

Doris montereyensis est une espèce de mollusques de l'ordre des nudibranches et de la famille des Dorididae.

## Description
Doris montereyensis est un mollusque gastéropode marin sans coquille. D'une longueur pouvant atteindre de 150 mm, ce nudibranche doridien possède un manteau jaune citron, parfois orange ou jaune pâle, de forme convexe, ponctué de taches et d'excroissances noires qui lui donnent un aspect rugueux. Sa tête est dotée de deux rhinophores jaunes ou orange lamellés, et, près de sa queue, ses branchies composent un panache d'une couleur variant du jaune à l'orange,.

## Noms vernaculaires
- Monterey Sea-lemon, dans le monde anglophone[5],[3].

## Habitat
Doris montereyensis prospère sur les fonds marins rocheux jusqu'à 50 m de profondeur.

## Distribution
La limace de mer Doris montereyensis se rencontre dans l'Est de l'océan Pacifique, le long de la côte Est du continent Nord américain, du Sud de l'Alaska jusqu'à la péninsule de Basse-Californie,.